# Flagi krajów związkowych Niemiec

Mapa krajów związkowych, na której naniesione są flagi krajów

Flagi krajów związkowych Niemiec – lista symboli poszczególnych niemieckich krajów związkowych w postaci flagi.

## Wstęp
Część krajów związkowych w Niemczech posiada kilka wariantów flag, przy rozróżnieniu na flagę cywilną, której każdy może używać, oraz flagę urzędniczą, której mogą używać tylko upoważnione do tego urzędy.
Saksonia, oprócz posiadania flagi krajowej, reguluje ustawowo użytkowanie flagi Serbołużyczan oraz flagi Dolnego Śląska, która nawiązuje do barw pruskiej prowincji śląskiej, której łużyckie powiaty wchodzą w skład współczesnego landu. Natomiast w Meklemburgii-Pomorzu Przednim parlament, oprócz wywieszania flagi samego kraju związkowego, musi wywieszać też flagę Meklemburgii oraz flagę Pomorza Przedniego, które nawiązują do barw tychże krain historycznych.
Dwa kraje związkowe, Berlin i Saksonia-Anhalt, zrezygnowały z posiadania dwóch wariantów flagi. Berlin zrezygnował z flagi urzędniczej w 2007 roku, a Saksonia-Anhalt w 2017 roku zastąpiła wariant cywilny wariantem urzędniczym.

## Lista obowiązujących flag krajów związkowych
| Kraj związkowy                | Flaga | Flaga urzędowa | Opis |
| ----------------------------- | ----- | --- | --- |
| Badenia-Wirtembergia          |       | | Flagi mają wymiary 3:5 i składają się z dwóch równych poziomych pasów, górnego czarnego i dolnego złotego. Kolory flag zostały ustanowione 11 listopada 1953 roku w konstytucji kraju związkowego, gdzie stwierdza w artykule 24 ustępie 1, że barwami narodowymi jest czerń i złoto. Badenia-Wirtembergia posiada dwa warianty flagi urzędowej. W pierwszym wariancie na środku flagi spoczywa mały herb Badenii-Wirtembergii. Herb ten przedstawia trzy kroczące czarne lwy z czerwonymi językami na złotej tarczy. Ponad herbem umieszczona jest korona z winorośli, znana jako Volkskrone (pol. Korona Ludu). Drugi wariant natomiast zawiera duży herb Badenii-Wirtembergii na środku, który także przedstawia na złotej tarczy trzy kroczące czarne lwy z czerwonymi językami. Nad herbem zamiast Volkskorony jest umieszczona korona stworzona z herbów księstw, których terytorium obejmowało dzisiejszy obszar Badenii-Wirtembergii. Kolejno od lewej strony korony widoczne są herby Frankonii, Hohenzollernu-Sigmaringenu, Badenii, Wirtembergii, Elektoratu Palatynatu oraz Austrii. Herb jest trzymany przez złotego jelenia i gryfa. Flaga została ustanowiona 2 sierpnia 1954 roku w rozporządzeniu rządu krajowego w sprawie używania godła państwowego. Wariant z dużym herbem został zaktualizowany 13 listopada 2020 roku, w związku ze zmienieniem dużego herbu 4 listopada 2015 roku. |
| Badenia-Wirtembergia          |       | | Flagi mają wymiary 3:5 i składają się z dwóch równych poziomych pasów, górnego czarnego i dolnego złotego. Kolory flag zostały ustanowione 11 listopada 1953 roku w konstytucji kraju związkowego, gdzie stwierdza w artykule 24 ustępie 1, że barwami narodowymi jest czerń i złoto. Badenia-Wirtembergia posiada dwa warianty flagi urzędowej. W pierwszym wariancie na środku flagi spoczywa mały herb Badenii-Wirtembergii. Herb ten przedstawia trzy kroczące czarne lwy z czerwonymi językami na złotej tarczy. Ponad herbem umieszczona jest korona z winorośli, znana jako Volkskrone (pol. Korona Ludu). Drugi wariant natomiast zawiera duży herb Badenii-Wirtembergii na środku, który także przedstawia na złotej tarczy trzy kroczące czarne lwy z czerwonymi językami. Nad herbem zamiast Volkskorony jest umieszczona korona stworzona z herbów księstw, których terytorium obejmowało dzisiejszy obszar Badenii-Wirtembergii. Kolejno od lewej strony korony widoczne są herby Frankonii, Hohenzollernu-Sigmaringenu, Badenii, Wirtembergii, Elektoratu Palatynatu oraz Austrii. Herb jest trzymany przez złotego jelenia i gryfa. Flaga została ustanowiona 2 sierpnia 1954 roku w rozporządzeniu rządu krajowego w sprawie używania godła państwowego. Wariant z dużym herbem został zaktualizowany 13 listopada 2020 roku, w związku ze zmienieniem dużego herbu 4 listopada 2015 roku. |
| Bawaria                       |       | | Flaga składa się z diamentów (niem. Wecken), o naprzemiennych kolorach białym i niebieskim, z czego w prawym górnym rogu zawsze jest ucięty biały diament. Podstawowa forma diamentowej flagi zawiera 21 rombów. W przypadku długich i wąskich flag liczba diamentów może wzrosnąć. Proporcje nie są ustawowo uregulowane. Flaga ustanowiona w 1953 roku. |
| Bawaria                       |       | Flaga składająca się z dwóch pasów – białego i niebieskiego. Kolory wywodzą się z herbu hrabiów Bogen. Proporcje nie są ustawowo uregulowane. Flaga ustanowiona 2 grudnia 1946 roku. | |
| Berlin                        |       | | Flaga, o wymiarach 3:5, składa się z 3 pasów – dwóch czerwonych zewnętrznych o szerokościach 1/5 i wewnętrznego białego o szerokości 3/5. Na białym pasie znajduje się herb, bez obramowania, lekko przesunięty w lewo, przedstawiający wyprostowanego czarnego niedźwiedzia z czerwonymi pazurami i językiem. Flaga ustanowiona 13 maja 1954. |
| Brandenburgia                 |       | | Flaga składająca się z dwóch równych pasów: czerwonego i białego. Na środku znajduje się herb krajowy przedstawiający czerwonego orła patrzącego w prawo, ozdobionego na skrzydłach złotymi łodygami koniczyny i wzmocnionego złotem. Flaga ustanowiona 30 stycznia 1990 roku. |
| Brema                         |       | | Flaga składa się z co najmniej 8 pasów czerwono-białych. Liczba pasów musi być zawsze parzysta. Po stronie masztu znajdują się dwa rzędy kostek, naprzemiennie czerwonych i białych. Flaga została ustanowiona 17 listopada 1891 roku. Flaga urzędowa Bremy również składa się z co najmniej 8 pasów czerwono-białych, przy czym liczba pasów musi być parzysta. Po stronie masztu znajdują się dwa rzędy kostek, naprzemiennie czerwonych i białych, a na środku flagi widnieje biały kwadrat. Jeżeli liczba pasów jest mniejsza niż 12, na białym kwadracie umieszczony jest herb średni Bremy. Herb ten przedstawia srebrny klucz na czerwonej tarczy, na której spoczywa złota korona z liści. Natomiast jeśli liczba pasów wynosi co najmniej 12, na białym kwadracie umieszczony jest herb wielki Bremy (srebrny klucz na czerwonym tle trzymanym przez dwa złote lwy z czerwonymi językami) z modyfikacją w postaci hełmu z koroną i czerwono-białym nakryciem, za którym jest złoty lew zwrócony w prawo, trzymający w łapach pionowo klucz herbowy, zamiast złotej korony spoczywającej na tarczy. Flaga została ustanowiona 17 listopada 1891 roku. |
| Brema                         |       | | Flaga składa się z co najmniej 8 pasów czerwono-białych. Liczba pasów musi być zawsze parzysta. Po stronie masztu znajdują się dwa rzędy kostek, naprzemiennie czerwonych i białych. Flaga została ustanowiona 17 listopada 1891 roku. Flaga urzędowa Bremy również składa się z co najmniej 8 pasów czerwono-białych, przy czym liczba pasów musi być parzysta. Po stronie masztu znajdują się dwa rzędy kostek, naprzemiennie czerwonych i białych, a na środku flagi widnieje biały kwadrat. Jeżeli liczba pasów jest mniejsza niż 12, na białym kwadracie umieszczony jest herb średni Bremy. Herb ten przedstawia srebrny klucz na czerwonej tarczy, na której spoczywa złota korona z liści. Natomiast jeśli liczba pasów wynosi co najmniej 12, na białym kwadracie umieszczony jest herb wielki Bremy (srebrny klucz na czerwonym tle trzymanym przez dwa złote lwy z czerwonymi językami) z modyfikacją w postaci hełmu z koroną i czerwono-białym nakryciem, za którym jest złoty lew zwrócony w prawo, trzymający w łapach pionowo klucz herbowy, zamiast złotej korony spoczywającej na tarczy. Flaga została ustanowiona 17 listopada 1891 roku. |
| Dolna Saksonia                |       | | Flaga składa się z trzech równych poziomych pasów: czarnego, czerwonego i złotego, o równej szerokości. W 14/30 długości od drzewca znajduje się herb Dolnej Saksonii, ukazujący srebrnego konia na czerwonej tarczy. Flaga o proporcjach 2:3, wprowadzona 13 października 1952. |
| Hamburg                       |       | | Flaga to czerwony prostokąt z małym herbem Hamburga na środku w postaci białego zamku bez tarczy. Ustanowiona została 6 czerwca 1834 roku. Flaga urzędowa, używana przez senat Hamburga, składa się z białego kwadratu na czerwonym tle. W kwadracie znajduje się większy herb Hamburga. Herb ten przedstawia biały zamek na czerwonej tarczy, trzymany przez dwa złote lwy. Nad tarczą herbu znajduje się rycerski hełm typu Armet w płaszczu. Flaga ustanowiona 8 października 1897 roku. |
| Hesja                         |       | | Flaga cywilna, składająca się z czerwonego i białego poziomego pasa, o równej szerokości. Wymiary flagi wynoszą 3:5. Flaga urzędowa na środku zawiera herb Hesji, ukazujący stojącego lwa w dziesięciu srebrno-czerwonych poziomych pasach i ze złotymi pazurami, na niebieskiej tarczy, na której spoczywa złota korona z liści. Wymiary flagi wynoszą 3:5. Została ona ustanowiona 4 sierpnia 1946 roku. |
| Meklemburgia-Pomorze Przednie |       | | Flaga składa się z pięciu poziomych pasów w kolorach: niebieskim (ultramaryna), białym, żółtym, białym i czerwonym (cynober). Proporcje pasów wynoszą 4:3:1:3:4. Kolory te symbolizują zjednoczenie Meklemburgii i Pomorza Przedniego w jeden kraj związkowy. Niebieski, żółty i czerwony reprezentują Meklemburgię, natomiast niebieski i biały symbolizują Pomorze Przednie. Flaga urzędowa Meklemburgii-Pomorza Przedniego również składa się z pięciu pasów w wymienionych kolorach i proporcjach. Jednak pas żółty jest na środku urwany, a w tej luce umieszczone są czarny byk meklemburski ze złotą koroną oraz czerwony gryf pomorski. Flaga obowiązuje od 23 lipca 1991 roku. |
| Nadrenia-Palatynat            |       | | Flaga ukazuje trzy pasy o kolorach czarny, czerwony i złoty. W górnym prawym roku znajduje się herb Nadrenii-Palatynatu, który sięga do połowy pasa czerwonego. Herb jest podzielony na trzy części. Prawa część przedstawia czerwony krzyż na srebrnym tle, lewa srebrne sześcioramienne koło na czerwonym tle, a dolna złotego stojącego lwa, z czerwoną koroną, na czarnym tle, co symbolizuje odpowiednio elektorat Trewiru, arcybiskupstwo Moguncji i elektorat Palatynatu. Na tarczy spoczywa złota korona z liści, Volkskrone (pol. korona ludu). Flaga obowiązuje od 7 sierpnia 1972 roku. |
| Nadrenia Północna-Westfalia   |       | | Flaga składa się z trzech poziomych pasów o równej szerokości, w kolorach zielonym, białym i czerwonym. Na fladze urzędowej znajduje się, lekko przesunięty w kierunku masztu, herb Nadrenii Północnej-Westfalii, który jest podzielony na trzy części. Prawa strona herbu przedstawia srebrną, ukośną w lewo falę na zielonym tle, symbolizującą Ren. Lewa strona herbu ukazuje skaczącego srebrnego rumaka na czerwonym tle, symbolizującego Westfalię. Dolna część herbu przedstawia czerwoną różę (róża Lippe) na srebrnym tle. Herb nachodzi na górny i dolny pas na wysokość 1/5 pasa. Stosunek wysokości do długości wynosi 3:5. Flagi obowiązują od 10 marca 1953 roku. |
| Saara                         |       | | Flaga o wymiarach 3:5, składająca się z trzech poziomych równych pasów, o kolorach czarnym, czerwonym i żółtym. Na środku czerwonego paska znajduje się herb Saary, który jest podzielony na cztery części. W górnym prawym rogu widnieje srebrny stojący lew z czerwonym językiem i złotą koroną, umieszczony na niebieskim polu, które jest usiane srebrnymi krzyżami, co reprezentuje hrabstwo Saarbrücken. W górnym lewym rogu znajduje się wypolerowany czerwony krzyż na srebrnym tle, symbolizujący elektorat Trewiru. W dolnym prawym rogu znajduje się czerwony pasek, ukośny w prawo, z trzema srebrnymi ściętymi orłami, umieszczony na złotym tle, symbolizując księstwo Lotaryngii. W dolnym lewym rogu znajduje się stojący złoty lew z czerwonym językiem i czerwoną koroną na czarnym tle, co reprezentuje elektorat Palatynatu. Herb nachodzi do połowy szerokości pasów zewnętrznych. Flaga ustanowiona 9 lipca 1956 roku. |
| Saksonia                      |       | | Flaga składa się z dwóch poziomych pasów o równej szerokości. Pas górny jest biały, natomiast pas dolny jest zielony. Stosunek wysokości do długości flagi wynosi 3:5. Flaga urzędowa na środku zawiera herb Saksonii, który zachodzi w połowie na górny pas i w połowie na dolny pas. Herb ukazuje zielony, ukośny wieniec z diamentów, na tarczy podzielonej dziewięciokrotnie pasami czarnymi i złotymi. Flaga nawiązuje do flagi Królestwa Saksonii z 1815 roku. Aktualna wersja flagi została ustanowiona w 1990 roku. |
| Saksonia-Anhalt               |       | | Na fladze państwowej znajdują się dwa poziome pasy o równej szerokości w kolorach żółtym i czarnym. Pośrodku flagi widnieje herb Saksonii-Anhaltu. Górna część składa się z dziewięciu pasów, które są naprzemiennie złoto-czarne. Po prawej stronie górnej części herbu znajduje się zielony wieniec złożony z rombów, natomiast w lewym górnym rogu, na poziomie pięciu najwyższych pasów, umieszczony jest czarny orzeł ze złotym wzmocnieniem i czerwonym językiem, znajdujący się na srebrnym tle. Dolne pole herbu przedstawia kroczącego czarnego niedźwiedzia, który znajduje się na czerwonym murze z czarnymi spoinami. Mur jest ozdobiony krenelażami oraz posiada otwartą bramę. Stosunek wysokości do długości flagi wynosi 3:5. |
| Szlezwik-Holsztyn             |       | | Flaga składa się z trzech równych poziomych pasów, niebieskiego na górze, białego na środku i czerwonego na dole. Proporcje wynoszą 3:5. Kolory flagi symbolizują dwie krainy historyczne, z których składa się kraj. Pas niebieski reprezentuje Szlezwik, natomiast pas biały i pas czerwony symbolizują Holsztyn. Flaga urzędowa Szlezwika-Holsztynu na środku zawiera herb podzielony na dwie części. Na prawej stronie herbu widnieją dwa skierowane do wewnątrz niebieskie kroczące lwy na złotym tle, co symbolizuje Szlezwik oraz duńskie panowanie nad tymi terenami. Na lewej stronie herbu znajduje się srebrny liść pokrzywy na czerwonym tle, reprezentujący Holsztyn. Oryginalna flaga pochodzi z 1844 roku, a obecnie używane flagi zostały ustanowione 18 stycznia 1957 roku. |
| Turyngia                      |       | | Flaga składa się z dwóch poziomych pasów o kolorach białym (górny) i czerwonym (dolny). Flaga urzędowa zawiera na środku herb Turyngii, który ukazuje stojącego lwa w ośmiu czerwono-srebrne pasach w złotej koronie na niebieskim tle. Otacza go osiem srebrnych gwiazd. Herb wywodzi się od herbu dynastii Ludowingów, landgrafów Turyngii. Stosunek szerokości do wysokości flagi wynosi 1:2. Została ustanowiona 11 kwietnia 1991 roku. |

### Bandery morskie
| Kraj związkowy | Bandera | Opis |
| -------------- | ------- | --- |
| Brema          |         | Bandera składa się z 12 pasów czerwono-białych. Wzdłuż masztu znajdują się dwa rzędy kostek, naprzemiennie czerwonych i białych. Na środku znajduje się biały kwadrat, na którym jest przedstawiony herb wielki Bremy (srebrny klucz na czerwonym tle trzymanym przez dwa złote lwy z czerwonymi językami) z modyfikacją w postaci hełmu z koroną i czerwono-białym nakryciem, za którym jest złoty lew zwrócony w prawo, trzymający w łapach pionowo klucz herbowy, zamiast złotej korony. W górnym prawym rogu, zamiast 6 kostek znajduje się biały prostokąt, w środku którego umieszczona jest niebieska kotwica. Bandera została ustanowiona 19 września 1952 roku. |
| Dolna Saksonia |         | Bandera w kształcie prostokąta zakończonego dwoma trójkątami na wolnym liku. Składa się z trzech równych poziomych pasów: czarnego, czerwonego i złotego, o równej szerokości. W 14/30 długości od drzewca znajduje się herb Dolnej Saksonii, ukazujący srebrnego konia na czerwonej tarczy. Wprowadzona 22 października 1952. |
| Hamburg        |         | Bandera admiralicji ukazuje na czerwonym tle niebieską kotwicę z żółtą poprzeczką, przed którą znajduje się herb mniejszy Hamburga ukazujący biały zamek. Przyjęta została 6 czerwca 1952 roku. |